# 大富神社
大富神社（おおとみじんじゃ）は、福岡県豊前市（旧豊前国）にある神社である。旧社格は県社で、神社本庁の別表神社。

## 祭神
住吉大神・宗像大神・八幡大神・斎主神の10柱を祀る。
- 宗像大神：田心姫命・湍津姫命・市杵島姫命
- 八幡大神：応神天皇・仲哀天皇・神功皇后
- 住吉大神：表筒男命・中筒男命・底筒男命
- 斎主神

## 歴史
現在は、大富神社と称するが、古来は宗像八幡社とも称され、大富神社神輿の古い鏡には大富ノ神とも宗像ノ神とも記されているという。はじめ、真早という者が宗像三女神の神託が下されたのに始まり、宗像神社宝鏡記によると白鳳元年（671年）、山田庄長横武某に住吉大神・八幡大神の神託が祀ったという。
社伝によると、崇神天皇の時代、この地で疫病が流行したが、国主が当社神主に祈祷させると速やかに治まったという。延喜式神名帳の記載はないが、日本三代実録の貞観2年（860年）10月3日条には豊前国大富神に従五位下を授くとある（式外社）。
当地（山田庄）には平安末期頃、宇佐神宮の弥勒寺（神宮寺）があり、宇佐神宮との関係が深い。境内には、古来宇佐宮への勅使がこの地に宿泊する際に水を汲んで供した「勅使井」と呼ばれる井戸があり、現在でも神職が宇佐宮にこの井戸の水（御神水）を持参している。

## 境内
周囲は水田が広がるのどかな田園地帯である。
本殿は嘉永5年（1852年）の建造。本殿の軒は桔木（はねぎ）構造であるが、通常の一本の拮木で軒を支えるのでなく、桔木を二重に使って軒を支える独特の構造で、便宜的に「はかり桔構造」と名づけられ、全国的に見ても建築学的に貴重な軒構造とされている。

## 祭事
- 歳旦祭　1月1日
- 節分祭　2月節分の日
- 建国祭　2月11日
- 祈年祭　2月17日
- 例祭　4月3日
- 古式春季神幸大祭（八屋祇園）　4月30日 - 5月1日（県指定重要無形文化財）
  - 感応楽　（国指定重要無形民俗文化財、ユネスコ無形文化遺産） -- 第42代文武天皇酉年（697年）に始まったとされる感応楽は、神幸祭にて隔年（西暦の偶数年）で奉納される。
- 夏越祭　7月31日-8月1日
- 古式秋季御供揃祭　10月19日
- 新嘗祭　11月23日
- 除夜祭　12月31日

## アクセス
- JR日豊本線 豊前松江駅下車、徒歩30 - 40分。
- JR日豊本線 宇島駅下車。豊前市バス櫛狩屋行き（本数少ない、日祝運休）に乗車、大富神社前下車。
- 国道10号大村横矢橋信号を右折、1km近く走ると右手に大富神社の鬱蒼とした森が見えてくる。神社西側に無料駐車場がある。